# ウエストライフ (アルバム)
Westlifeはアイルランド出身のグループ、ウエストライフのデビューアルバム。1999年11月1日にリリースされ、UKチャートで2位、アメリカでは129位、オーストラリアでは15位を記録した。またこのアルバムからのシングル「愛の誓い〜スウェアー・イット・アゲイン」、「イフ・アイ・レット・ユー・ゴー」、「フライング・ウィズアウト・ウィングス」、「フール・アゲイン」、「シーズンズ・イン・ザ・サン」はUKチャート1位を記録した。

## トラックリスト
1. Swear It Again
2. If I Let You Go
3. Flying Without Wings
4. Fool Again
5. No No
6. I Don't Wanna Fight
7. Change the World
8. Moments
9. Seasons In The Sun
10. I Need You
11. I Miss You
12. More Than Words
13. Open Your Heart
14. Try Again
15. What I Want Is What I've Got
16. We Are One
17. Can't Lose What You Never Had
18. Story of Love (日本盤のみのボーナス・トラック)